# بن تاری
بن تَری (انگلیسی: Ben Tari؛ زادهٔ ۴ ژوئیهٔ ۱۹۷۲) بازیگر استرالیایی است. او را بیشتر جهت اجرای نقش جرد لوین (Jared Levine) در سریال پرستاران می‌شناسند.

## زندگی‌نامه
بن فارغ‌التحصیل مؤسسه ملی هنرهای دراماتیک (NIDA) استرالیا است. او از سال ۱۹۹۸ به مجموعه تلویزیونی پرستاران پیوست و تا سال ۲۰۰۳ در ۲۳۵ قسمت متوالی (فصل ۱–۶) به ایفاء نقش پرداخت. وی در سال ۲۰۰۵ در قسمت ۳۲۰ (فصل ۸)، نیز به‌عنوان هنرپیشه مهمان نقش آفرینی کرد.
بن تاری در بیش از ۱۸۰ قسمت از مجموعه تلویزیونی استرالیایی خانه و دوری، بازی کرده‌است.
تاری در حال حاضر معلم ادبیات و نمایش (درام) انگلیسی در دبیرستان هنرهای تجسمی و طراحی دالیچ‌هیل است و به عنوان مشاور سال دهم در آنجا مشغول به کار می‌باشد.
در زمستان سال ۲۰۱۴ تاری کارگردانی نمایشنامه‌ای دبیرستانی، با نام بازگشت به دههٔ ۸۰ (Back to the 80s) را بر عهده گرفت که این نمایش موزیکال در مجامع هنری بسیار مورد تحسین واقع شد.
او در سال ۲۰۱۶ کارگردانی نمایشنامهٔ دیگری با عنوان رؤیای شب نیمه تابستان اثر ویلیام شکسپیر را بر عهده گرفت.